# Idulio Islas Gómez
Idulio Islas Gómez (Ciudad de México, 16 de enero de 1987) es un deportista mexicano que compitió en taekwondo. Ganó una medalla en el Campeonato Mundial de Taekwondo de 2009 y dos medallas en el Campeonato Panamericano de Taekwondo, en los años 2004 y 2012.

## Palmarés internacional
| Campeonato Mundial      | Campeonato Mundial              | Campeonato Mundial | Campeonato Mundial |
| Año                     | Lugar                           | Medalla            | Categoría          |
| ----------------------- | ------------------------------- | ------------------ | ------------------ |
| 2009                    | Copenhague (Dinamarca)          | Medalla de plata   | –68 kg             |
| Campeonato Panamericano |                                 |                    |                    |
| Año                     | Lugar                           | Medalla            | Categoría          |
| 2004                    | Santo Domingo (Rep. Dominicana) | Medalla de plata   | –62 kg             |
| 2012                    | Sucre (Bolivia)                 | Medalla de oro     | –68 kg             |